# Rubrio Gallo
Rubrio Gallo (latino: Rubrius Gallus; fl. 69-70) è stato un ufficiale romano coinvolto nei fatti dell'anno dei quattro imperatori.
Servì prima Nerone, contro Servio Sulpicio Galba, e poi Otone. Nel 69 comandava un distaccamento di truppe a Brixellum (Brescello e, dopo la caduta di Otone nella battaglia di Bedriaco, contribuì a sedare la rivolta delle truppe; poco dopo avrebbe istigato Cecina a tradire Vitellio. Servì Tito Flavio Sabino, fratello di Vespasiano. Rubrio fu poi mandato nella provincia di Mesia (nel 70) a combattere con successo un'invasione di Sarmati Roxolani che avevano precedentemente ucciso il governatore provinciale Gaio Fonteio Agrippa, e a rinforzare le fortificazioni provinciali, disponendo nuove guarnigioni, più numerose e meglio fortificate «sì che passare il fiume era per i barbari del tutto impossibile».
Fu amicus di Domiziano e suo collaboratore nelle campagne danubiane. Giovenale riferisce dei suoi eccessi sessuali.
Potrebbe essere suo figlio il Gaio Rubrio Gallo che fu console suffetto nel 101.